# Leendert Marinus Steketee
Leendert Marinus Steketee (Yerseke, 22 april 1923 – Amersfoort, 26 september 2002) was een Nederlands politicus van de ARP en later het CDA.
In 1940 ging hij werken bij de gemeente van zijn geboorteplaats en in de jaren daarna heeft hij gewerkt bij meerdere gemeenten, ook buiten de provincie Zeeland. Na de Watersnoodramp van 1953 was hij ambtelijk coördinator voor de vier toenmalige gemeenten op Schouwen-Duiveland voor het op orde krijgen van de gemeentelijke administratie. Steketee was verificateur van de gemeentefinanciën van Bruinisse voor hij in januari 1961 (voorlopig) gemeentesecretaris van Duiveland werd. In september 1973 volgde zijn benoeming tot burgemeester en gemeentesecretaris van de toenmalige Groningse gemeente Middelstum wat hij tot 1984 zou blijven. 
Steketee overleed in 2002 op 79-jarige leeftijd.